# 上原行雄
上原 行雄（うえはら ゆきお、1932年2月27日 -2017年7月1日）は、日本の法学者。一橋大学名誉教授。専門は法哲学。第15期・第16期日本学術会議会員。

## 来歴
1950年東京都立北園高等学校卒業、1955年東京大学法学部第2類卒業、1956年同大法学部第1類卒業。三菱商事勤務を経て、1960年東京大学文学部哲学科卒業、1966年同大大学院法学政治学研究科博士課程修了、法学博士（学位論文「モンテスキュウ法理論の方法論的基礎 -近代法思想の批判的研究への序説-」）。
1966年明治大学法学部講師、1968年同助教授、1972年一橋大学法学部助教授、1978年同教授、1988年から1990年まで同大法学部長、1995年同大を定年退官し同大名誉教授。後に甲南大学教授。この間、裁判所書記官研修所、学習院大学、武蔵大学、東京教育大学、東京大学、慶應義塾大学、中央大学、郵政大学校、金沢大学等で教鞭をとる。また文部省学術審議会専門委員等も歴任。
1991年から1997年まで第15期・第16期日本学術会議会員（1994年から1997年まで基礎法学研究連絡委員会委員長）。1975年日本法哲学会理事。
弟子に高橋文彦（明治学院大学法学部教授）・櫻井徹（神戸大学大学院国際文化学研究科 国際文化学部教授）・大山礼子（駒澤大学法学部 政治学科教授）。